# Пам'ятки археології Тульчинського району
У Тульчинському районі Вінницької області під обліком перебуває 57 пам'яток археології.
| №   | Охоронний № | Найменування пам’ятки                                     | Пам'яток у комплексі | Адреса        | Дата (епоха)                               | Дата відкриття або виявлення | Автори (дослід.)         | Рішення про взяття під охорону |
| --- | ----------- | --------------------------------------------------------- | -------------------- | ------------- | ------------------------------------------ | ---------------------------- | ------------------------ | ------------------------------ |
| 1.  | 952         | Поселення черняхівської культури                          |                      | с. Білоусівка | ІІ-IV ст.ст. н.е.                          | 1951 р.                      | Рубін М. Б.              | №31310.06.1971 р.              |
| 2.  | 475         | Поселення трипільської культури                           |                      | с. Бортники   | IV-ІІІ тис. до н. е.                       | 1962 р.                      | к. і. н. П.І. Хавлюк     | №9617.02.1983 р.               |
| 3.  | 481         | Поселення зарубинецької культури                          |                      | с. Бортники   | І ст. до н. е., ІІ ст. н.е.                | 1962 р.                      | к. і. н. П.І. Хавлюк     | №9617.02.1983 р.               |
| 4.  | 484         | Поселення черняхівської культури                          |                      | с. Бортники   | ІІ-IV ст.ст. н.е.                          | 1962 р.                      | к. і. н. П.І. Хавлюк     | №9617.02.1983 р.               |
| 5.  | 483         | Поселення черняхівської культури                          |                      | с. Бортники   | ІІ-IV ст.ст. н.е.                          | 1978 р.                      | к. і. н. П.І. Хавлюк     | №9617.02.1983 р.               |
| 6.  | 128         | Курган                                                    |                      | с. Бортники   | ___                                        | 1988 р.                      | к. і. н. П.І. Хавлюк     | №8203.04.1990 р.               |
| 7.  | 185         | Поселення зарубинецької культури                          |                      | с. Гути       | І ст. до н. е., ІІ ст. н.е.                | 1982 р.                      | к. і. н. П.І. Хавлюк     | №7520.02.1985 р.               |
| 8.  | 186         | Поселення зарубинецької культури                          |                      | с. Гути       | І ст. до н. е., ІІ ст. н.е.                | 1982 р.                      | к. і. н. П.І. Хавлюк     | №7520.02.1985 р.               |
| 9.  | 187         | Поселення черняхівської культури                          |                      | с. Гути       | ІІ-IV ст.ст. н.е.                          | 1956 р.                      | к. і. н. П.І. Хавлюк     | №7520.02.1985 р.               |
| 10. | 476         | Поселення трипільської культури                           |                      | с. Журавлівка | IV-ІІІ тис. до н. е.                       | 1956 р.                      | к. і. н. П.І. Хавлюк     | №9617.02.1983 р.               |
| 11. | 482         | Поселення зарубинецької культури                          |                      | с. Журавлівка | ІІ ст. до н. е., ІІ ст. н.е.               | 1978 р.                      | к. і. н. П.І. Хавлюк     | №9617.02.1983 р.               |
| 12. | 486         | Поселення черняхівської культури                          |                      | с. Журавлівка | ІІ-IV ст.ст. н.е.                          | 1954 р.                      | к. і. н. П.І. Хавлюк     | №9617.02.1983 р.               |
| 13. | 485         | Поселення черняхівської культури                          |                      | с. Журавлівка | ІІ-IV ст.ст. н.е.                          | 1978 р.                      | к. і. н. П.І. Хавлюк     | №9617.02.1983 р.               |
| 14. | 953         | Поселення черняхівської культури                          |                      | с. Заозерне   | ІІ-IV ст.ст. н.е.                          | 1947 р.                      | археолог Д.Т. Березовець | №31310.06.1971 р.              |
| 15. | 188         | Поселення трипільської культури                           |                      | с. Зарічне    | IV-ІІІ тис. до н. е.                       | 1982 р.                      | к. і. н. П.І. Хавлюк     | №7520.02.1985 р.               |
| 16. | 189         | Скіфські кургани                                          | 4                    | с. Зарічне    | V-IV ст. ст. до н.е.                       | 1982 р.                      | к. і. н. П.І. Хавлюк     | №7520.02.1985 р.               |
| 17. | 190         | Поселення черняхівської культури                          |                      | с. Клебань    | ІІ-IV ст.ст. н.е.                          | 1982 р.                      | к. і. н. П.І. Хавлюк     | №7520.02.1985 р.               |
| 18. |             | Поселення черняхівської культури                          |                      | с. Кирнасівка | ІІІ-IV ст.ст. н.е.                         | 2011 р.                      | Потупчик М. Є.           | щойно виявлена                 |
| 19. | 191         | Поселення черняхівської культури                          |                      | с. Копіївка   | ІІ-IV ст.ст. н.е.                          | 1982 р.                      | к. і. н. П.І. Хавлюк     | №7520.02.1985 р.               |
| 20. | 192         | Поселення черняхівської культури                          |                      | с. Копіївка   | ІІ-IV ст.ст. н.е.                          | 1982 р.                      | к. і. н. П.І. Хавлюк     | №7520.02.1985 р.               |
| 21. | 193         | Поселення черняхівської культури                          |                      | с. Копіївка   | ІІ-IV ст.ст. н.е.                          | 1982 р.                      | к. і. н. П.І. Хавлюк     | №7520.02.1985 р.               |
| 22. | 194         | Поселення трипільської культури                           |                      | с. Крищинці   | IV-ІІІ тис. до н. е.                       | 1982 р.                      | к. і. н. П.І. Хавлюк     | №7520.02.1985 р.               |
| 23. | 195         | Поселення трипільської культури                           |                      | с. Крищинці   | IV-ІІІ тис. до н. е.                       | 1982 р.                      | к. і. н. П.І. Хавлюк     | №7520.02.1985 р.               |
| 24. | 196         | Поселення передскіфськогоперіоду                          |                      | с. Крищинці   | VIII-VII ст. ст. до н.е.                   | 1982 р.                      | к. і. н. П.І. Хавлюк     | №7520.02.1985 р.               |
| 25. | 197         | Поселення передскіфськогоперіоду і черняхівської культури |                      | с. Крищинці   | VIII-VII ст. ст. до н.е.                   | 1982 р.                      | к. і. н. П.І. Хавлюк     | №7520.02.1985 р.               |
| 26. | 198         | Поселення черняхівської культури                          |                      | с. Крищинці   | ІІ-IV ст.ст. н.е.                          | 1982 р.                      | к. і. н. П.І. Хавлюк     | №7520.02.1985 р.               |
| 27. | 199         | Слов’янське поселення                                     |                      | с. Крищинці   | VIII-IX ст. ст. н. е.                      | 1956 р.                      | к. і. н. П.І. Хавлюк     | №7520.02.1985 р.               |
| 28. | 176         | Слов’янське городище                                      |                      | с. Мазурівка  | X-XI ст. ст. н.е.                          | 1959 р.                      | к. і. н. П.І. Хавлюк     | №31310.06.1971 р.              |
| 29. | 177         | Слов’янське городище                                      |                      | с. Маньківка  | X-XI ст. ст. н.е.                          | 1957 р.                      | к. і. н. П.І. Хавлюк     | №31310.06.1971 р.              |
| 30. | 955         | Слов’янське городище                                      |                      | с. Михайлівка | X-XI ст. ст. н.е.                          | 1965 р.                      | к. і. н. П.І. Хавлюк     | №31310.06.1971 р.              |
| 31. | 949         | Поселення трипільської культури                           |                      | с. Михайлівка | IV-ІІІ тис. до н. е.                       | 1951 р.                      | Рубін Б. М.              | №31310.06.1971 р.              |
| 32. | 200         | Поселення черняхівської культури                          |                      | с. Михайлівка | ІІ-IV ст.ст. н.е.                          | 1982 р.                      | к. і. н. П.І. Хавлюк     | №7520.02.1985 р.               |
| 33. | 948         | Неолітична стоянка                                        |                      | с. Печера     | VII-IV тис. до н.е.                        | поч. 50-хроків               | к. і. н. П.І. Хавлюк     | №31310.06.1971 р.              |
| 34. |             | Неолітична стоянка                                        |                      | с. Печера     | VII-IV тис. до н.е.                        | 2005 р.                      | к. і. н. Гаскевич Д. Л.  | щойно виявлена                 |
| 35. | 478         | Поселення пізньотрипільського і передскіфського періоду   |                      | с. Печера     | ІІІ тис. до н.е., VIII-VII ст. ст. до н.е. | 1981 р.                      | к. і. н. П.І. Хавлюк     | №9617.02.1983 р.               |
| 36. | 477         | Поселення трипільської культури                           |                      | с. Печера     | IV-ІІІ тис. до н. е.                       | 1948 р.                      | археолог М. І. Артамонов | №9617.02.1983 р.               |
| 37. | 950956      | Двохшарове трипільське поселення, середньовічне замчисько |                      | с. Печера     | IV-ІІІ тис. до н. е., XVII ст.             | 1901,1929,1947 р. р.         | археолог С. Гамченко     | №313 10.06.1971 р.             |
| 38. | 480         | Поселення передскіфського періоду                         |                      | с. Печера     | VIII-VII ст. ст. до н.е.                   | 1981 р.                      | к. і. н. П.І. Хавлюк     | №9617.02.1983 р.               |
| 39. | 951         | Курганний могильник                                       | 2                    | с. Печера     | X-IX ст. ст. до н.е.                       | 1948 р.                      | археолог М. І. Артамонов | №31310.06.1971 р.              |
| 40. |             | Курганний могильник                                       | 10                   | с. Печера     | X-IX ст. ст. до н.е.                       | 2001                         | Потупчик М.В.            | щойно виявлена                 |
| 41. | 954         | Поселення черняхівської культури                          |                      | с. Печера     | ІІ-IV ст.ст. н.е.                          | 1948 р.                      | археолог М. І. Артамонов | №31310.06.1971 р.              |
| 42. | 487         | Ранньослов’янське поселення                               |                      | с. Печера     | VI-VII ст. ст. н.е.                        | 1959 р.                      | к. і. н. П.І. Хавлюк     | №9617.02.1983 р.               |
| 43. | 201         | Поселення трипільської культури                           |                      | с. Сільниця   | IV-ІІІ тис. до н. е.                       | 1956 р.                      | к. і. н. П.І. Хавлюк     | №7520.02.1985 р.               |
| 44. | 179         | Слов’янське городище                                      |                      | с. Тарасівка  | X-XI ст. ст. н.е.                          | 1899-1959р. р.               | к. і. н. П.І. Хавлюк     | №9617.02.1983 р.               |
| 45. | 180         | Слов’янське городище                                      |                      | с. Таравсівка | X-XI ст. ст. н.е.                          | 1899-1959р. р.               | к. і. н. П.І. Хавлюк     | №9617.02.1983 р.               |
| 46. | 479         | Трипільське поселення                                     |                      | с. Торків     | IV-ІІІ тис. до н. е.                       | 1978 р.                      | к. і. н. П.І. Хавлюк     | №9617.02.1983 р.               |
| 47. | 129         | Поселення передскіфського часу                            |                      | с. Торків     | VIII-VII ст. ст. до н.е.                   | 1988 р.                      | к. і. н. П.І. Хавлюк     | №8203.04.1990 р.               |
| 48. | 130         | Поселення зарубинецької культури                          |                      | с. Торків     | ІІ ст. до н.е.                             | 1988 р.                      | к. і. н. П.І. Хавлюк     | №8203.04.1990 р.               |
| 49. | 202         | Поселення передскіфського часу                            |                      | с. Холодівка  | VIII-VII ст. ст. до н.е.                   | 1982 р.                      | к. і. н. П.І. Хавлюк     | №7520.02.1985 р.               |
| 50. | 203         | Скіфський курган                                          |                      | с. Холодівка  | V-IV ст. ст. до н.е.                       | 1952 р.                      | археолог М. І. Артамонов | №7520.02.1985 р.               |
| 51. | 204         | Скіфські кургани                                          | 3                    | с. Холодівка  | V-IV ст. ст. до н.е.                       | 1952 р.                      | археолог М. І. Артамонов | №7520.02.1985 р.               |
| 52. | 205         | Поселення черняхівської культури                          |                      | с. Холодівка  | ІІ-IV ст.ст. н.е.                          | 1982 р.                      | к. і. н. П.І. Хавлюк     | №7520.02.1985 р.               |
| 53. | 206         | Поселення черняхівської культури                          |                      | с. Холодівка  | ІІ-IV ст.ст. н.е.                          | 1956 р.                      | к. і. н. П.І. Хавлюк     | №7520.02.1985 р.               |
| 54. | 207         | Скіфські кургани                                          | 2                    | с. Шпиківка   | V-IV ст. ст. до н.е.                       | 1982 р.                      | к. і. н. П.І. Хавлюк     | №7520.02.1985 р.               |
| 55. | 131         | Поселення передскіфського часу                            |                      | с. Шпиківка   | VIII-VII ст. ст. до н.е.                   | 1988 р.                      | к. і. н. П.І. Хавлюк     | №82 03.04.1990 р.              |
| 56. | 49          | Поселення черняхівської культури                          |                      | с. Юрківка    | ІІ-IV ст.ст. н.е.                          | 1996 р.                      | М. В. Потупчик           | №44322.12.1997 р.              |
| 57. |             | Поселення черняхівської культури                          |                      | с. Юрківка    | ІІ-IV ст.ст. н.е.                          | 2010 р.                      | М. Є. Потупчик           | щойно виявлена                 |
|     |             |                                                           |                      |               |                                            |                              |                          |                                |

## Джерело
- Пам'ятки Вінницької області